# Aeroporto di Assiut
L'Aeroporto internazionale di Assiut (in arabo مطار أسيوط الدولي‎?) (ICAO: HEAT - IATA: ATZ) è un aeroporto nazionale egiziano situato circa 25 km a sudovest della città di Assiut.
Da questo aeroporto operano regolarmente: Air Cairo, Egyptair, FlyEgypt e Jazeera Airways.